# Arene cruentata
Arene cruentata is een slakkensoort uit de familie van de Areneidae. De wetenschappelijke naam van de soort is voor het eerst geldig gepubliceerd in 1824 door Mühlfeld.